# Nephrolepis
Nephrolepis is een geslacht van 44 soorten varens uit de familie Nephrolepidaceae.
Nephrolepis-soorten zijn te vinden in subtropische en tropische streken van Zuidoost-Azië en Zuid-Amerika, met één soort in Europa, Nephrolepis cordifolia.
Een bekende vertegenwoordiger van dit geslacht, vaak gebruikt als kamerplant, is de bostonvaren (Nephrolepis exaltata 'Bostoniensis').

## Naamgeving enetymologie
- Synoniemen: Cardiostegia Moore (1857), Lepidoneuron Fée (1850-52), Leptopleuria C.Presl (1836), Lindsayoides Nakai (1943)
- Duits: Schwertfarne

De botanische naam Nephrolepis is een samenstelling van Oudgrieks νεφρός, nephros (nier) en λεπίς, lepis (schub), naar de vorm van de dekvliesjes.

## Kenmerken

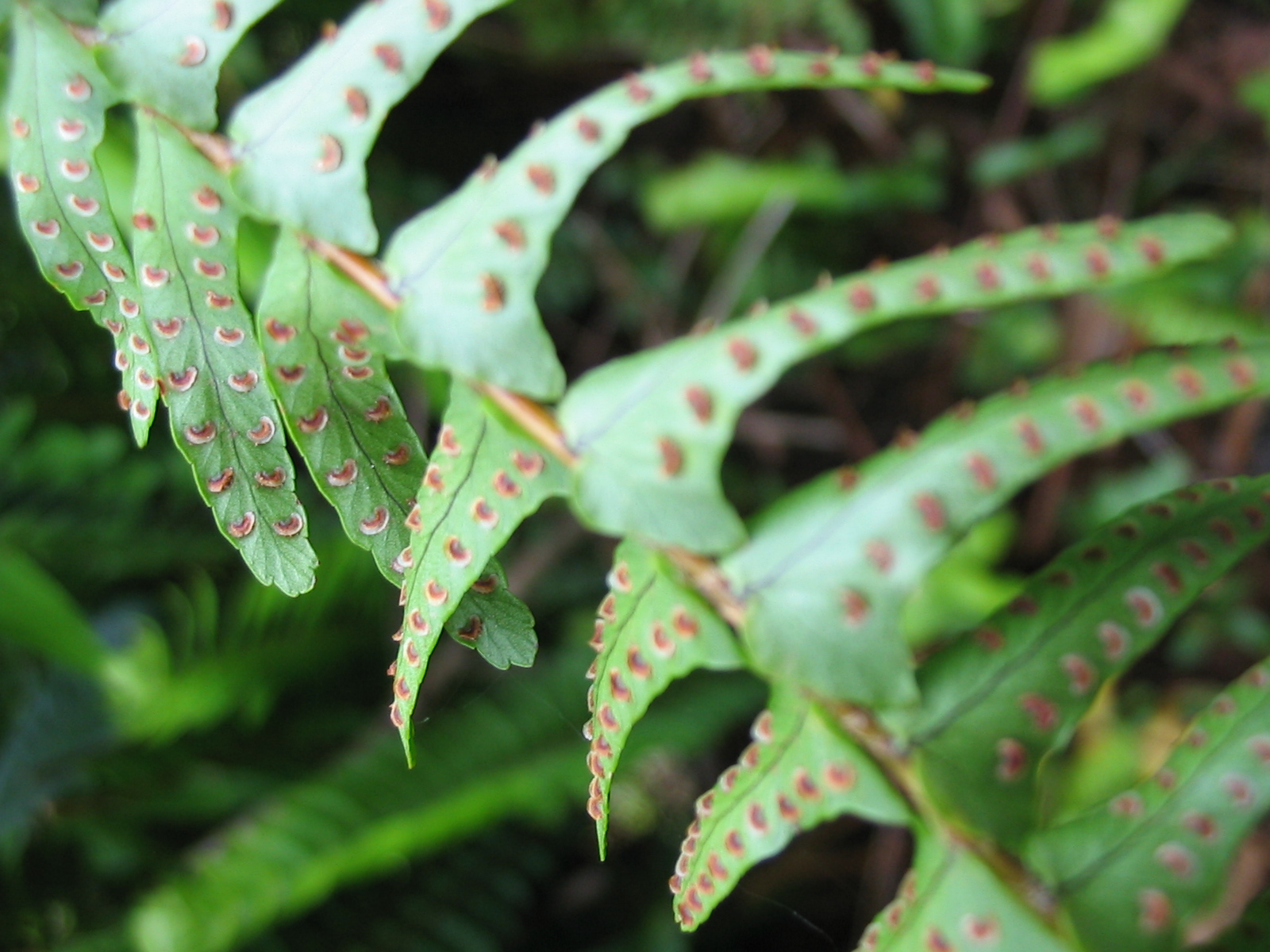
Nephrolepis cordifolia, onderzijde blad met detail sporenhoopjes

Nephrolepis-soorten zijn middelgrote tot grote, epifytische of terrestrische varens. De plant heeft een korte, rechtopstaande rizoom. De bladen zijn één- tot tweevoudig geveerd en bereiken bij sommige soorten een lengte van enkele meters.
De sporenhoopjes zitten aan de onderzijde van de bladen, tussen de nerven en de bladrand, zijn rond of ovaal en worden beschermd door niervormige dekvliesjes.

## Taxonomie
Het geslacht telt in de huidige indeling 44 soorten en enkele hybriden.

### Soortenlijst
- Nephrolepis abrupta (Bory) Mett. (1856)
- Nephrolepis acutifolia (Desv.) Christ (1895)
- Nephrolepis arida D.L.Jones (1988)
- Nephrolepis arthropteroides Kunkel (1963)
- Nephrolepis biserrata (Sw.) Schott (1834)
- Nephrolepis celebica Zoll. (1854)
- Nephrolepis clementis Christ (1908)
- Nephrolepis cordifolia (L.) Presl (1836)
- Nephrolepis davalliae Alderw. (1908)
- Nephrolepis davallioides (Sw.) Kunze (1846)
- Nephrolepis dayakorum Bonap. (1918)
- Nephrolepis delicatula (Decne) Pichi-Serm. (1968)
- Nephrolepis dicksonioides Christ (1895)
- Nephrolepis duffii Moore (1878)
- Nephrolepis exaltata (L.) Schott (1834)
- Nephrolepis falcata (Cav.) C. Chr. (1937)
- Nephrolepis glabra Copel. (1906)
- Nephrolepis hirsutula (Forst.) Presl (1836)
- Nephrolepis humatoides Alderw. (1924)
- Nephrolepis iridescens Alderw. (1916)
- Nephrolepis kurotawae Mak. (1895)
- Nephrolepis laurifolia (Christ) Proctor (1989)
- Nephrolepis lauterbachii Christ (1901)
- Nephrolepis lindsayae Christ (1898)
- Nephrolepis multifida (Rich.) Mett. (1856)
- Nephrolepis multiflora (Roxb.) Jarrett ex Morton (1974)
- Nephrolepis niphoboloides Alderw. (1913)
- Nephrolepis obliterata (R. Br.) J. Sm. (1841)
- Nephrolepis paludosa (Raddi) Sehnem (1979)
- Nephrolepis pectinata (Willd.) Schott (1834)
- Nephrolepis pendula (Raddi) J. Sm. (1841)
- Nephrolepis persicifolia Christ (1909)
- Nephrolepis pickelii Rosenst. (1930)
- Nephrolepis pilosula Alderw. (1913)
- Nephrolepis pubescens Copel. (1952)
- Nephrolepis pumicicola Ballard (1955)
- Nephrolepis radicans (Burm.) Kuhn (1869)
- Nephrolepis rivularis (Vahl) Mett. ex Krug (1897)
- Nephrolepis rosenstockii Brause (1912)
- Nephrolepis saligna Carr. (1873)
- Nephrolepis schlechteri Brause (1912)
- Nephrolepis serrata Alderw. (1918)
- Nephrolepis thomsoni Alderw. (1917)
- Nephrolepis undulata (Afzel. ex Sw.) J. Sm. (1846)
- Nephrolepis ×averyi Nauman (1979)
- Nephrolepis ×copelandii W.H. Wagner
- Nephrolepis ×medlerae W. H. Wagner